# رابطة (قطلونية)
رابطة أو رابطة كشطالي أو سان كارلوس دي لا رابيتا أو سانت كارلوس (Sant Carles de la Ràpita) ، هي مدينة صغيرة في منطقة مونتيسا في قطلونية ،إسبانيا.
تقع المدينة على الساحل الحنوب غربي من دلتا إبرو، وتغطي مساحة 53.7 كم مربع، بارتفاع 11 م عن سطح البحر، وقد بلغ تعداد سكان مدينة سان كارلوس دي لا رابيتا حسب إحصائيات عام (2014) 15003 مواطن.
تأسست هذة المنطقة من قبل تشارلز الثالث كميناء لخدمة التجارة مع المستعمرات الإسبانية انذاك، وقد اخذت هذه المدينة الطابع الكلاسيكي الحديث في تلك الفترة في بنائها و تشييد مبانيها .
كجزء من جمعية تولا ديل سينيا، يعرف عن هذة المدينة إنتاج الأرز والملح، وهي أيضا ميناء صيد مهم، ولا سيما بالنسبة المحار والروبيان، ولجمالها و طبيعتها الخلابة تعتبر مركز سياحي مهم و نشط في اسبانيا.